# 婿屋制
婿屋制是一種结婚习俗，是暫居妻家（uxorilocality）制之一。男女結為夫婦後，妻子暫住娘家，妻家會在母屋以外建造一个小别宅，这个叫婿屋（女婿家）。丈夫會於婿屋與妻子相會。 

## 高句麗
据《三国志‧魏志‧东夷传》記載，高句丽人用语言约定婚约后，岳母家在大本屋后面建造一个小别宅，这个叫婿屋（女婿家）。 太阳落山时，丈夫来到妻子家门外，点名后下跪鞠躬，请求跟妻子睡觉。 这样请了两三声，妻子的父母就让他进去。 生下孩子长大后，丈夫就带着妻子回到丈夫的家。

## 扶桑
據《梁書·東夷列傳》載，扶桑婚俗為男性到女家門外建一屋，早晚打掃，經過一年後若女方不喜歡就趕走他，若相愛就結婚。

## 鮮卑
鮮卑婚俗是於女家設青廬，新郎到女家後，與新娘在廬內拜堂行禮，青廬亦作為婚舍之用，夫妻居於青廬一段時間後才回夫家。

## 漢族
漢族於唐代受北方遊牧民族影響，亦有於女家拜堂的情況，有些也會在屋外另設青廬作為婚舍。

## 日本
日本伊豆群島婚俗是夫妻婚後，女家會於母屋附近另建婚舍供夫妻居住，一段時間後夫妻才一起到夫家生活。

## 黎族
黎族女性成年後，父母會在离家
不远的地方另搭一寮房，让女儿搬进去独居，稱為放寮。女性在放寮可以自行選擇伴侶，並可與伴侶性交，已婚婦女仍居於放寮，丈夫到放寮與妻子相會，但妻子仍可與其他男性發生性關係，直到懷孕生子后，丈夫提出
要帶妻子回男家，夫妻才一起在男家生活。